# Ulug Bey

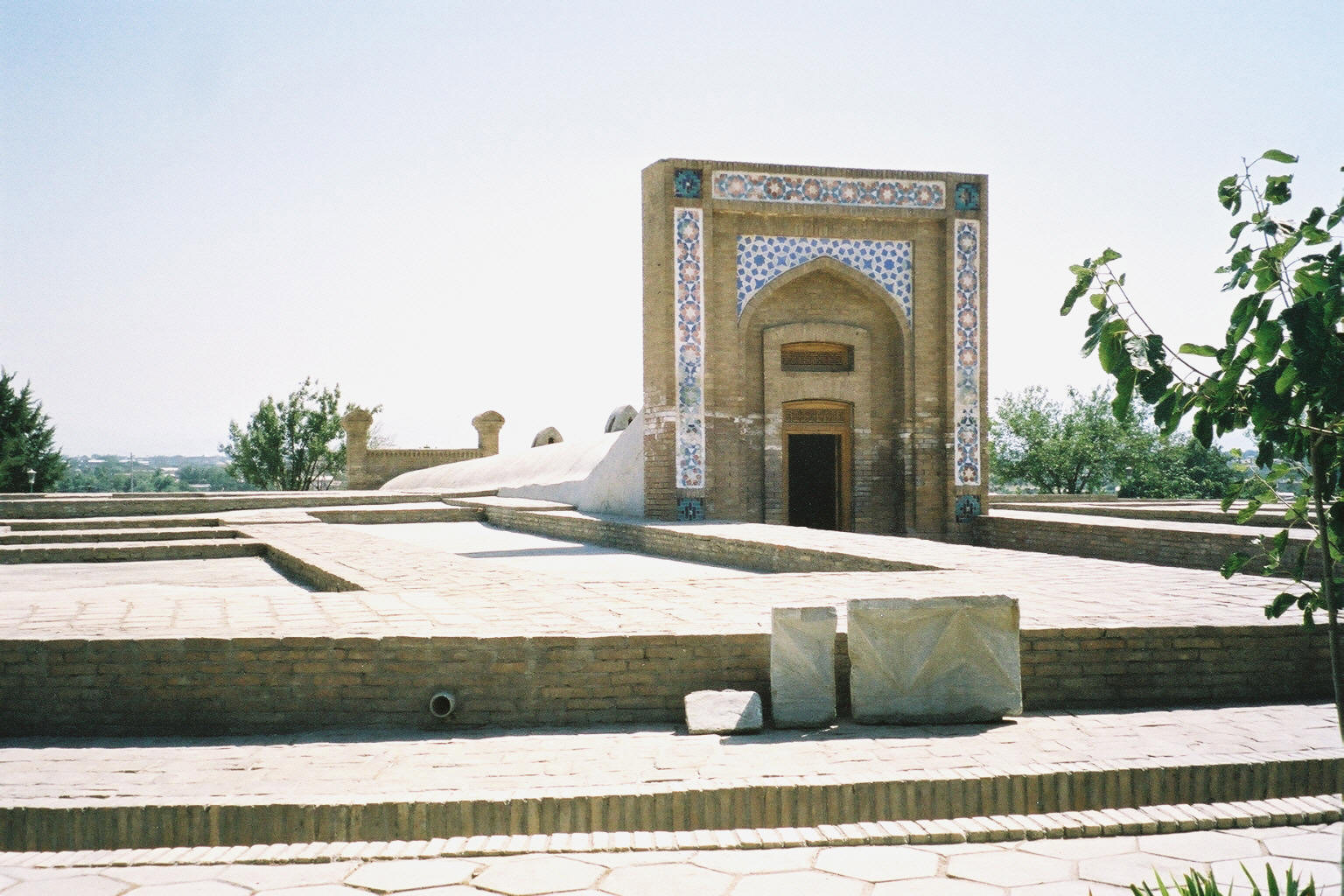
Sterrenwacht van Ulug Bey in Samarkand

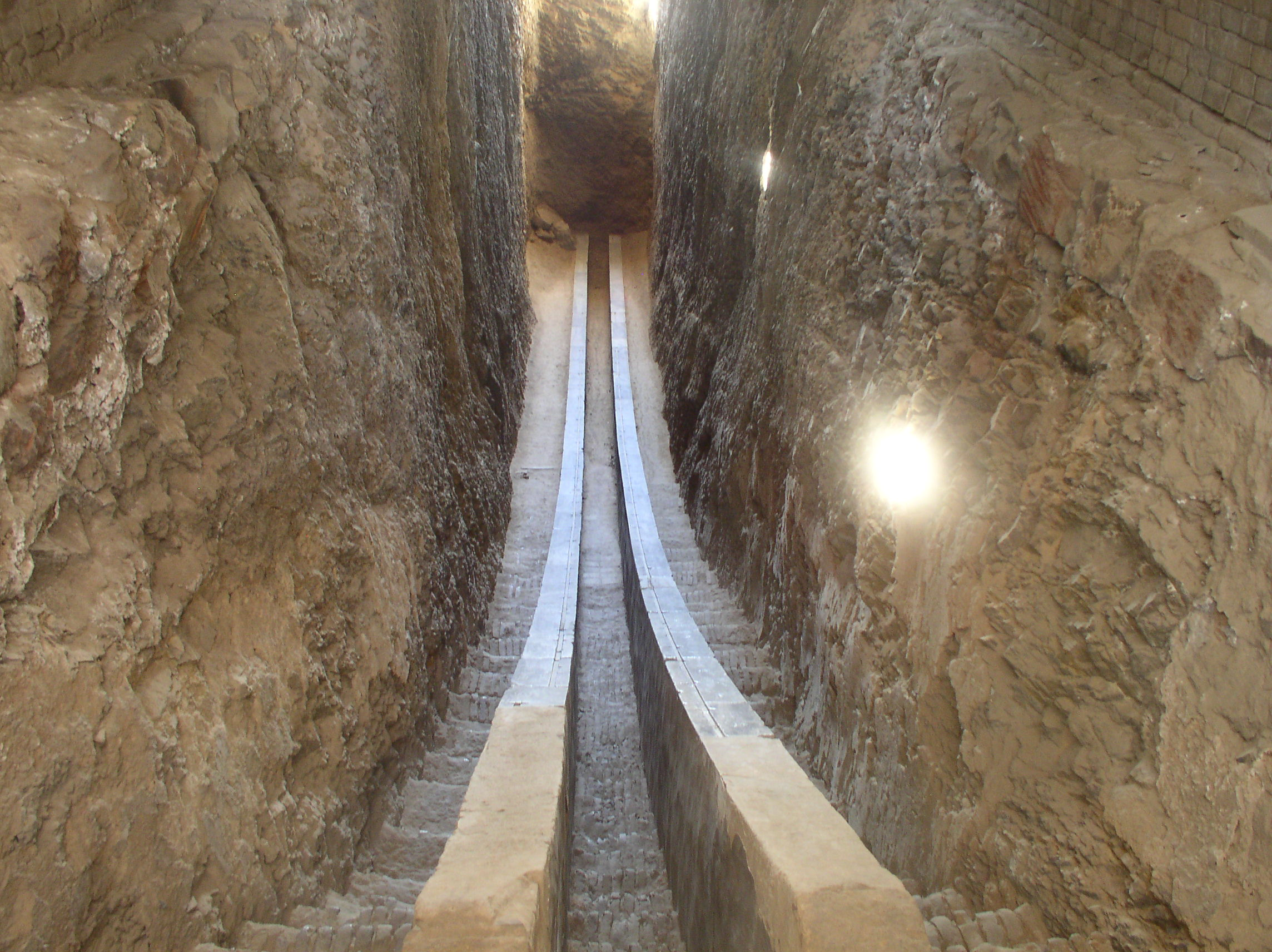
Sextant – deel van de sterrenwacht van Ulug Bey

Mohammed Taragai Ulug Bey (Soltaniyeh (Zanjan, Iran), 22 maart 1407 - Sultaniye (Iran), 27 oktober 1449) was een Oezbeekse heerser en astronoom.
Ulug Bey was heerser van het rijk der Timoeriden, maar stelde meer belang in de astronomie.

## Astronoom
In Samarkand, de hoofdstad van zijn rijk, richtte hij een wetenschappelijke school op waar astronomie werd onderwezen. Hij bouwde een reusachtig sextant van marmer, 63 meter lang en met een kromtestraal van 40 meter, uitgelijnd op de lokale meridiaan. Hiermee kon hij de posities van zon, maan en planeten bepalen alsook die van een duizendtal sterren. Dit gebeurde met een nauwkeurigheid die pas honderd jaar later door Tycho Brahe (1546-1601) geëvenaard werd. Ulug Bey publiceerde zijn metingen in de sterrencatalogus Zidji Djadid Sultani (1420-1437). Deze metingen verbeterden in verschillende opzichten die van Claudius Ptolemaeus. De – in het Arabisch gestelde – catalogus werd in het Perzisch vertaald. In de 16e eeuw werd hij bekend in Europa en een Latijnse versie werd in Engeland uitgebracht in 1665.
Uit zijn metingen concludeerde Ulug Bey dat de aarde om de zon draaide. Hij berekende zelfs dat de aarde er 365 dagen, 5 uur, 49 minuten en 15 seconden over deed, een tijdspanne vergelijkbaar met de moderne waarde van het tropisch jaar van 365 dagen, 5 uur, 48 minuten, 45 seconden.

## Staatsman
Zijn politieke en administratieve optreden was niet zo geslaagd als zijn briljante wetenschappelijke prestaties. Hij verloor met sommige veldslagen grote delen van zijn rijk met wedijverende koninkrijken. Abdel Latif, zijn zoon, boos over het feit dat hij werd overgeslagen om over Samarkand te heersen, rebelleerde terwijl zijn vader op veldtocht was om Khurasan terug te veroveren. Hij versloeg zijn vader in 1449 aan de Dimashq nabij Samarkand. Ulugh Bey besloot later zich over te geven en 'Abd Al-Latif vergunde hem een bedevaart (hadj) naar Mekka, maar eenmaal op weg werd hij vermoord door zijn eigen zoon. Dit leverde hem de beruchte bijnaam "Padarkush" op (van Tajik "vadermoord"). Uiteindelijk werd zijn lichaam door zijn afstammeling Babur, stichter van het Mogolrijk herbegraven in Samarkand naast het graf van zijn grootvader, de beruchte krijgsheer Timoer Lenk.
Ter ere van zijn wetenschappelijke werk werd de Ulugh Beigh krater op de Maan naar hem vernoemd door de Duitse astronoom Johann Heinrich von Mädler op zijn kaart van de Maan.
- Bibsys: 27468
- Biblioteca Nacional de España: XX1463669
- CiNii: DA09956435
- Gemeinsame Normdatei: 101926820
- International Standard Name Identifier: 0000 0001 2137 654X
- Library of Congress Control Number: n84134433
- Nationale Bibliotheek van Letland: 000251091
- Nationale Bibliotheek van Tsjechië: mzk2004217560
- Nationale Bibliotheek van Israël: 987007279360705171
- Nederlandse Thesaurus van Auteursnamen: 172116627
- Réseau des bibliothèques de Suisse occidentale: 02-A003919096
- Istituto Centrale per il Catalogo Unico: UBOV509788
- LIBRIS: 250590
- SNAC: w67w7mx5
- Système universitaire de documentation: 071912606
- Virtual International Authority File: 66844656
- WorldCat: E39PBJgxrdXmH3663rt6bHKGHC

'Abd al-Hamīd ibn Turk · 
Abd-al-Rahman Al Sufi · 
Abū al-Hasan ibn Alī al-Qalasādī · 
Abū Ishāq Ibrāhīm al-Zarqālī · 
Abū Kāmil Shujā ibn Aslam · 
Abu'l-Hasan al-Uqlidisi · 
Abul Wafa · 
Ahmed ibn Yusuf · 
Al-Biruni · 
Al-Chwarizmi · 
Al-Hajjāj ibn Yūsuf ibn Matar · 
Alhazen · 
Al-Jayyani · 
Al-Karaji · 
Al-Khazini · 
Al-Kindi · 
Al-Mahani · 
Al-Majrati · 
Al-Sijzi · 
Hunayn ibn Ishaq · 
Ibn al-Banna · 
Ibn Sahl · 
Ibn Tahir al-Baghdadi · 
Ibn Yahyā al-Maghribī al-Samaw'al · 
Ibrahim al-Fazari · 
Ibrahim ibn Sinan · 
Jabir ibn Aflah · 
Kushyar ibn Labban · 
Mohammed al-Fazari · 
Mohammed ibn Jābir al-Harrānī al-Battānī · 
Nasir al-Din al-Toesi · 
Sinan ibn Thabit · 
Thabit ibn Qurra · 
Ulug Bey · 
Yusuf al-Mu'taman ibn Hud